# Bibliothek Hans Glauber
Die Bibliothek Hans Glauber ist eine öffentliche Bibliothek in der Gemeinde Toblach in Südtirol, Italien, die seit 1987 hauptamtlich geführt wird. Sie verfügt über rund 500 m² Nutzungsfläche inklusive Kinderbereich, Wohlfühlbereich und Panoramaterrasse. Sie versteht sich daher auch als Erlebnisbibliothek.

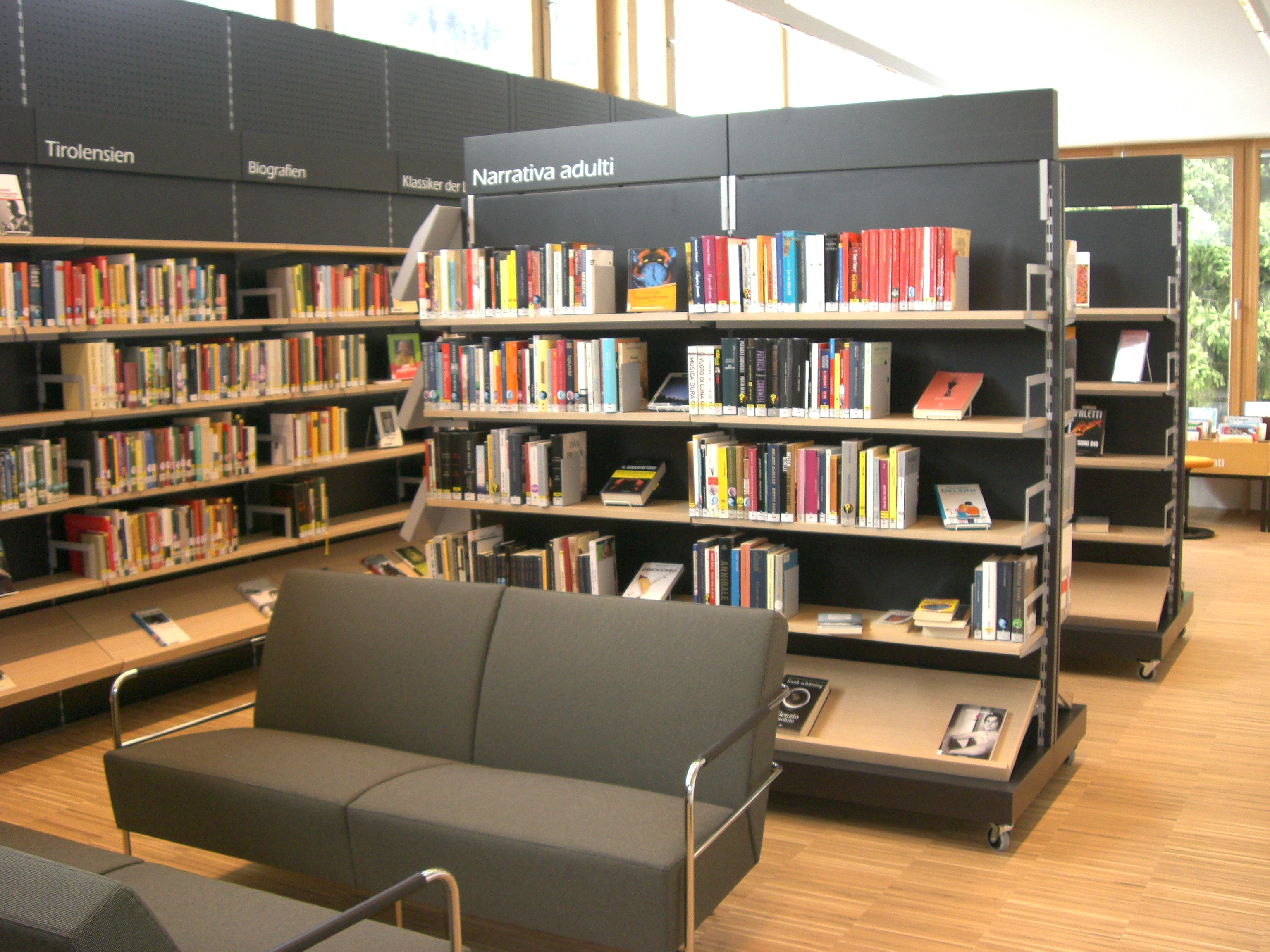
Innenansicht

## Geschichte
Ursprünglich war die Bibliothek Hans Glauber im Zentrum von Alt-Toblach untergebracht. Seit 2010 befindet sie sich, gemeinsam mit dem Kindergarten, in einem modernen Gebäudekomplex neben der Mittelschule Toblach. Seither trägt sie den Namen des Ökologen und Begründers der „Toblacher Gespräche“ Hans Glauber. Im Jahr 2006 erlangte die Bibliothek Hans Glauber erstmals das Qualitätszertifikat im Rahmen des Südtiroler Qualitätssicherungssystems für öffentliche Bibliotheken. In der Folge bestand sie auch die Wiederholungsaudits in den Jahren 2009 und 2012.

## Medien- und Dienstleistungsangebot
Die Bibliothek verfügt über einen Bestand von rund 13.000 Medien. Rund 35 Prozent des Bestandes sind italienischsprachig, weiters existiert ein kleiner Bestand in englischer Sprache. Den Benutzern stehen vier Computer-Arbeitsplätze mit Internetzugang sowie eine WLAN-Verbindung zur Verfügung, weiters ein Fax- und Fotokopierdienst. Im Angebot der Bibliothek befinden sich seit 2012 zudem ein iPad sowie zwei E-Book-Reader.
| Anzahl | Medienart               |
| ------ | ----------------------- |
| 10.500 | Bücher                  |
| 1.500  | Musik-CDs und Hörbücher |
| 700    | DVDs                    |
| 200    | CD-ROMs                 |
| 100    | Zeitschriftentitel      |

Im Jahr 2012 verbuchte die Bibliothek Hans Glauber rund 30.000 Besuche und 34.000 Ausleihen.

## Besonderheiten
Seit der Neueröffnung im Jahr 2010 fungiert die Bibliothek Hans Glauber als kombinierte Bibliothek zugleich als Schulbibliothek für die Mittelschule Toblach. Als eine der ersten Bibliotheken Südtirols befasste sich die Bibliothek Hans Glauber mit E-Books. Seit 2012 stehen den Benutzern zwei E-Book-Reader sowie ein Tablet zur Verfügung.